# 유송 순제
송 순황제 유준(宋 順皇帝 劉準, 469년 8월 8일(음력 7월 15일) ~ 479년 6월 23일(음력 5월 18일))은 중국 남북조 시대 유송의 마지막 황제(재위 : 477년 ~ 479년)로, 자는 중모(仲謀)이다. 명제의 아들이자 창오왕의 동생이다. 심약이 편찬한 송서 후비전에서는 실제로는 명제 유욱의 동생 계양왕 유휴범의 아들이라고 하였다.

## 생애
471년, 안성왕(安成王)으로 봉해졌다. 477년, 형 후폐제가 살해당한 후에 소도성에 의해 옹립되었다. 명목상은 황제였지만, 실권은 제왕(齊王)이자, 상국인 소도성에게 있었다. 즉위 후에, 형주자사 심유지(沈攸之)와 사도(司徒) 원찬(袁粲) 등 신하들이 소도성을 타도하기 위해 군사를 일으켜 반란을 일으키자, 소도성이 반란군을 진압하였다.
479년 4월, 순제는 소도성에 선양하였고, 여기에 송나라는 멸망하여 남제가 성립하였다. 사마광의 자치통감에 의하면, 순제는 궁전을 나갈 때, "후세에 다시 태어난다면 다시는 왕의 가문에서는 태어나지 않겠다."라고 하면서 황제로 태어난 자신을 한탄했다고 한다. 폐위가 된 후에 여음왕(汝陰王)이 되었지만, 한달 후인 479년 5월에 소도성에 의해 살해당하였다.

## 기년
| 순제        | 원년            | 2년        | 3년        |
| ----------- | --------------- | ---------- | ---------- |
| 서력 (西曆) | 477년           | 478년      | 479년      |
| 간지 (干支) | 정사(丁巳)      | 무오(戊午) | 기미(己未) |
| 연호 (年號) | 승명(昇明) 원년 | 2년        | 3년        |